# Prima Games
Prima Games — американская издательская компания, специализирующаяся на создании путеводителей по видеоиграм, офис которой расположен в Розвилле, штат Калифорния. Prima под импринтом Dorling Kindersley, подразделения Penguin Random House, ранее печатала пошаговые руководства по прохождению компьютерных игр, содержащие описания персонажей и маршруты их перемещения. В марте 2019 года издательство стало собственностью Asteri Holdings, которая переориентировала деятельность Prima, предусматривающую создание стратегических руководств в онлайн-формате наряду с другими игровыми новостями.

## Деятельность
Всего компания рассмотрела более чем 1400 наименований вышедших видеоигр, было выпущено свыше 90 миллионов руководств по прохождению посредством печати. В 2005 году Prima Games представила электронный дистрибутив игровых гидов, причём сотрудничала непосредственно с самими разработчиками, например, при создании Half-Life 2: Raising the Bar.

## Вспомогательные авторы
Список авторов стратегических руководств Prima Games:
- Дэвид Эс Джей Ходжсон (англ. David S.J. Hodgson)
- Стефан Стрэттон (англ. Stephen Stratton)
- Майкл Сёрл (англ. Michael Searle)
- Кэтрин Браун (англ. Catherine Browne)
- Зак Фарли (англ. Zach Farley)
- Стефан Гиббонс (англ. Stephen Gibbons)
- Уильям Мюррей (англ. William Murray)
- Дэн Эррера (англ. Dan Herrera)

## История
Prima Publishing было небольшим издательством, расположенном в домашнем офисе в Розвилле, штат Калифорния, когда его владелец Бен Доминитц (англ. Ben Dominitz) в 1990 году заключил контракт с автором Руселом ДеМариа (англ. Rusel DeMaria) на создание импринта стратегического руководства по видеоиграм, первоначально называвшегося The Secrets of the Games. В то время ДеМариа был старшим редактором журнала PC Games и штатным сотрудником GamePro. Контракт предусматривал выпуск пяти книг, в числе которых были Nintendo Games Secrets, Sega Genesis Games Secrets, Turbografx Games Secrets, Game Boy Games Secrets и The Official Lucasfilm Games Air Combat Strategies Book.
К наиболее известным изданиям относится Myst: The Official Strategy Guide, которое разошлось тиражом 1,25 миллионов копий, The 7th Guest: The Official Strategy Guide, X-Wing: The Official Strategy Guide, TIE Fighter: The Official Strategy Guide, Secret of Mana Game Secrets, Prince of Persia: The Official Strategy Guide, а также специальное издание Sonic the Hedgehog для Sony и два стратегических руководства по игре Earthworm Jim. ДеМариа работал главным автором и креативным директором The Secrets of the Games в период между 1990 и 1996 годами. Он также был редактором нескольких книг других авторов.
В 2006 году Prima Games предприняла попытку коренным образом изменить качество стратегических руководств для MMORPG, которые в основном состояли из таблиц, карт и основных инструкций, однако испытывали недостаток в предоставленной экспертом информации. Поэтому Prima Games привлекла участников известного игрового сообщества The Syndicate (www.LLTS.org), хорошо знакомых с разработчиками. В результате такие партнёрские отношения привели к изменению содержания стратегических руководств, поскольку изложенный материал впоследствии стал более ёмким.
В 2009 году Prima Games в очередной раз решила пересмотреть концепцию комплексной стратегии своих руководств. Во-первых, команда The Syndicate получила свою собственную независимую студию и стала основным автором. Во-вторых, расширились пределы стратегических руководств, над которыми работали её участники, начиная от MMORPG, и включая такие жанры как FPS, RTS и RPG. В 2010 году Prima начала продавать свои стратегические руководства в Steam.
В 2013 году компания Penguin Group, учредившая Prima Games, объединилась с Random House, владельцем конкурирующих стратегических руководств, отпечатанных BradyGames, в результате чего была основана Penguin Random House. 1 июня 2015 года было объявлено, что два импринта объединятся и продолжат работать исключительно под брендом Prima Games.
Penguin Random House в ноябре 2018 года объявила о своём решении закрыть Prima Games ко второму кварталу 2019 года. Однако уже к 14 марта следующего года подразделение перешло в собственность компании Asteri Holdings, предполагавшей прекращение деятельности печатного издания и создание в сочетании с игровыми новостями стратегического гида Prima в онлайн-формате.